# Phytomyza formosae
Phytomyza formosae är en tvåvingeart som beskrevs av Spencer 1966. Phytomyza formosae ingår i släktet Phytomyza och familjen minerarflugor.
Artens utbredningsområde är Taiwan. Inga underarter finns listade i Catalogue of Life.